# Coelandria concavissima
Coelandria concavissima é uma espécie de orquídea com flores pequenas e aglomeradas, mas bastante vistosas, que já esteve subordinada ao gênero Dendrobium. São plantas muito variáveis e por isso têm diversos sinônimos. É originária da Nova Guiné e Bougainville, nas Ilhas Salomão.